# Charlie Ray
Charlotte „Charlie” Rosenberg Ray (ur. 8 marca 1992 w Nowym Jorku) – amerykańska aktorka. 

## Życiorys
Ma starszego brata, Jacksona Waite’a. Od trzeciego roku życia uczyła się jazzu, tańca i stepowania w Broadway Dance Center and Peridance, a także hip-hopu w Kelly Peter Dance i baletu w Joffrey Ballet. W wieku pięciu lat miała swój pierwszy występ. 
Stała się rozpoznawalna dzięki roli Rosemary Telesco w filmie Mały Manhattan. Wystąpiła też w jednym z odcinków serialu Prawo i porządek.

## Filmografia

### Filmy
- 2005: Mały Manhattan jako Rosemary Telesco

### Seriale TV
- 2005: The Tony Danza Show jako Ella Misma
- 2006: Prawo i porządek: sekcja specjalna jako Belinda Holt
- 2006: Company Town jako Amanda Shaunessy